# Neomochtherus candidus
Neomochtherus candidus là một loài ruồi trong họ Asilidae. Neomochtherus candidus được Becker miêu tả năm 1923. Loài này phân bố ở vùng Cổ Bắc giới.